# 聚特芬
52°08′N 6°12′E / 52.133°N 6.200°E
聚特芬為位於荷兰海尔德兰省艾瑟尔河畔的一个城市和市镇，人口46,709（2007年）。

## 友好城市
- 羅馬尼亞萨图马雷
- 爱沙尼亚塔尔图
- 英国什鲁斯伯里
- 德国霍尔斯特马尔